# ステップワン
有限会社ステップワンは、宮城県仙台市に本社を置く芸能事務所である。所属タレントは子供から20代の女性を中心としている。業務内容はキッズモデル・タレントの育成のほか、キッズファッションショーや広告モデル、テレビ番組等への派遣、スクール生から選抜したメンバーによるユニットのイベントやライブへの派遣・マネージメントなどである。

## 沿革
2000年以降、所属キッズモデル・タレントが「PENTY'S」（大阪府）や「BERRY'S BERRY」（仙台市）などの子供服ブランドのカタログモデルにオーディションで選ばれ、各々のブランドのカタログ撮影やキッズファッションショーに出演するため、近畿地方・関東地方・新潟県・東北地方など各地に派遣されるようになった。宮城県内では、イオンモール、ヒルサイドショップス&アウトレット、三井アウトレットパーク 仙台港などのショッピングモール、住宅展示場、仙台空港でのイベント、ベリーズベリーのキッズファッションショーなどが主な出演先。また『ステップワン・ショーケース』と題する所属ユニットが揃い踏みする自社イベントも開催している。

### 年表
- 1999年（平成11年）
  - 2月 - ステップワン事業部代理店設立
  - 3月 - プロダクション業務開始
- 2000年（平成12年）
  - 6月 - 音楽事業部開始
  - 9月 - 「有限会社ステップワン」設立
  - 11月 - タレント事業部開始
- 2002年（平成14年）
  - 3月 - 宮城県新規成長分野事業認定（第708号）
  - 11月 - TV・RADIO事業部開始
- 2006年（平成18年）1月 - DE-WORKS 育成プロジェクト開始
- 2016年（平成28年）11月 - スタジオ兼拠点を現住所に移転[2]

## 所属タレント・ユニット
※2019年2月現在。
- Dorothy Little Happy（ドロシーリトルハッピー）
  - 2010年（平成22年）7月7日結成、8月4日「ジャンプ!」でインディーズデビュー。2011年（平成23年）3月16日、ミニアルバム「デモサヨナラ」でavex traxレーベルよりメジャーデビュー[3]。

- 美人餅屋（びじんもちや）
- Dorothy Friends（ドロシーフレンズ）

### 過去に存在・所属したユニット・タレント

#### 仙台オフィス
- mImi（ミミ）
  - 2014年（平成26年）9月24日、シングル「Lucky Star」でavex traxレーベルよりメジャーデビュー[4]するが、2015年（平成27年）8月にmlmiマネジメントスタッフの個人事務所に移籍。更に2016年（平成28年）3月12日、mlmiとしての活動終了と移籍先の社長の体調不良によりグループが事務所から独立する事が発表された。同年3月19日にグループを「パクスプエラ」（pax puella）に改名し、同年5月25日にavex traxから改名後初のシングルをリリースする事が発表された。

- Happy Dance（ハッピーダンス）
  - 2014年（平成26年）8月27日、シングル「明日へ Stand up!」でavex traxレーベルよりメジャーデビュー[5]。

- Party Rockets（パーティロケッツ）
  - 2012年（平成24年）8月15日シングル「初恋ロケット」でavex traxレーベルよりメジャーデビュー。
  - 2013年（平成25年）2月27日セカンドシングル「MIRAIE」でユニバーサルミュージックのアイドル専門レーベルROCKET BEATSにレーベル移籍
  - 2015年1月17日に株式会社あるあるCityエンターテイメントに移籍[6]。
- Pudding mode（プリンモード、女4人）
- レナメグ（女2人）
- Bee☆F.L.T（ビーフラット、女3人）
B♭の選抜メンバーによるユニット。2010年2月25日に結成。3期生はフウカ、コヨイ、ミウの3人。
- Leen（リーン、女2人）
- cute@navi（キュートナビ、女2人）
- shunsuke（シュンスケ、ソロ）
- クリスタルチルドレンTOHOKU
- Cherry bomb（チェリーボム、女5人）
- RIM（リム、女2人）
  - 『Date fm スターライト・エクスプロージョン』のサークルKサンクス LOCO STAGEに出演（2007年8月8日、2回）
- Peach&Choco（ピーチアンドチョコ、女3人）→ B♭、れなめぐに移行
  - 2010年（平成22年）1月30日「CO2 Black」でインディーズCDデビュー。
- Flat6（フラットシックス、女6人）→ドロシーリトルハッピー公式ダンサーズ、HappyDance、R.I.Mに移行。
- New Rex（n'REX）（ニューレッキス、女3人）⇒プリンモードに改称
- Moby Dick Boys（モビーディックボーイズ、男5人）
  - B♭とMoby Dick Boysは、2006年（平成18年）12月にコンピレーションCDをDE-WORKS Recordsからリリース。B♭の「Mera Mera」と「NO:ID」、および、Moby Dick Boysの「デラシネ」が収録されている。
- O.L.V（オリーブ）→ B♭、Flat6に移行
- B☆girl（ビィガール、女4人)→ B♭に移行
- pjuni.（ピージュニ、女5人）
- LiLyi（リリー、女4人）
- COCO-NA（ココナ、女6人）
- pinky（ピンキー、女6人）
- shy-boy（シャイボーイ、女5人）
- リク&ノエル（リクアンドノエル、男2人）
  - 田中理来は、『avex kids contest '07』に於いてモデル部門の特別賞を受賞。2008年（平成20年）度のNHK教育テレビ『天才てれびくんMAX』てれび戦士。2009年に芸能活動を休止。2010年10月より活動再開。
  - 武田聖夜は、2008年（平成20年）度 - 2009年（平成21年）度のNHK教育テレビ『天才てれびくんMAX』てれび戦士。2013年に芸能界を引退。2014年に航空自衛隊に入隊[7]。2016年3月に航空自衛隊を退職し芸能界に復帰[8][9][10]。
- P-REX Jr.（女8人）
- FUZZ（男3人）
- Come to Jungle（男6人）
- Zippy（男6人）
- Neena（女5人）
- Rala（女4人）
- Suzy2（女6人）
- スケッチ（男2人）
- ピーチプランツ（女4人）

#### 大宮オフィス
- pretty emotion（プリティ・エモーション、女4人）

## 外部ユニットへの所属・移籍
| 氏名 （よみがな）            | 過去の所属ユニット                                   | 発表日                     | 現在の所属ユニット                      | 備考 |
| ---------------------------- | ---------------------------------------------------- | -------------------------- | --------------------------------------- | --- |
| 石田亜佑美 （いしだ あゆみ） | Happy Dance Dorothy Little Happy公式バックダンサーズ | 2011年9月30日              | モーニング娘。（加入時の名称）          | 10期メンバー                                                                                             |
| 秋奈 （あきな）              | Leen（リーン）                                       |                            | プリンセスケッツ （プリケッツ）         | 2012年よりサンミュージックに所属、ユニットは2014年7月に解散。 2015年4月よりフリー。                      |
| 新田結莉亜 （にった ゆりあ） | Leen（リーン）                                       |                            | Sweet Darling （すいーとだーりんぐ）    | 2014年5月17日に解散。                                                                                    |
| 青木愛美 （あおき まなみ）   | Leen（リーン）                                       |                            | Sweet Darling （すいーとだーりんぐ）    | 2014年5月17日に解散。                                                                                    |
| 辻村愛璃 （つじむら あいり） | Party Rockets                                        | 2013年6月15日              | Aither （アイテール）                   | 2014年末で活動終了、2015年現在はソロで活動中。                                                           |
| 金野優花 （こんの ゆうか）   | Party Rockets                                        | 2013年6月15日              | Aither （アイテール）                   | 2014年10月に脱退。                                                                                       |
| MEGUMI （めぐみ）            | レナメグ                                             |                            | Aither （アイテール）                   | 2014年7月に活動辞退。                                                                                    |
| 高橋彩花 （たかはし あやか） | Happy Dance Dorothy Little Happy公式バックダンサーズ | 2013年11月3日              | SENDAI Twinkle☆moon (e-Street SENDAI)   | |
| 田中風華 （たなか ふうか）   | Happy Dance Dorothy Little Happy公式バックダンサーズ | 2013年11月3日              | SENDAI Twinkle☆moon (e-Street SENDAI)   | |
| 前田晴香 （まえだ はるか）   | B♭                                                   | 2013年11月3日              | SENDAI Twinkle☆moon (e-Street SENDAI)   | |
| 栗村風香 （くりむら ふうか） | B♭ Bee☆F.L.T                                         | 2013年11月3日              | SENDAI Twinkle☆moon (e-Street SENDAI)   | 2018年にDorothy Friendsに加入 2019年2月にDorothy Littlle Happyへ加入                                     |
| 山﨑詠万 （やまざき えま）   |                                                      | 2014年1月26日              | SENDAI Twinkle☆moon (e-Street SENDAI)   | 元『ニコ☆プチ』スーパー読者モデル                                                                        |
| 渡邉幸愛 （わたなべ こうめ） | Party Rockets                                        | 2014年2月23日              | SUPER☆GiRLS                             | 第2章メンバー、エイベックス・マネジメント所属                                                            |
| 百岡古宵 （ももおか こよい） | B♭ Bee☆F.L.T                                         | 2019年4月20日              |                                         | アイドルネッサンス（2014年 - 2018年）、開歌を経てアイドルは廃業                                          |
| 花坂椎南 （はなさか しいな） | B♭ Bee☆F.L.T                                         | 2014年6月13日              | -                                       | 芸能事務所「FLaMme(フラーム)」所属                                                                       |
| 田中理来 （たなか りく）     | リク&ノエル                                          |                            | XOX(キス・ハグ・キス) 劇団番町ボーイズ☆ | ソニーミュージックエンタテインメント SDグループ                                                          |
| 吉木悠佳 （よしき はるか）   | Party Rockets                                        | 2015年1月17日              | Party Rockets                           | ユニット移籍、あるあるCityエンターテイメント所属                                                         |
| 菊地史夏 （きくち ふみか）   | Party Rockets                                        | 2015年1月17日              | Party Rockets                           | ユニット移籍、あるあるCityエンターテイメント所属                                                         |
| 秋元瑠海 （あきもと るうな） | Dorothy Little Happy                                 | 2015年7月12日              | kolme                                   | エイベックス・マネジメント所属                                                                           |
| 富永美杜 （とみなが みもり） | Dorothy Little Happy                                 | 2015年7月12日              | kolme                                   | エイベックス・マネジメント所属                                                                           |
| 早坂香美 （はやさか こうみ） | Dorothy Little Happy                                 | 2015年7月12日              | kolme                                   | エイベックス・マネジメント所属                                                                           |
| 髙橋麻里 （たかはし まり）   | Dorothy Little Happy                                 | 2018年12月16日             | Kleissis                                | オブジェクト所属                                                                                         |
| 藤田あかり （ふじた あかり） | Party Rockets                                        | 2015年8月9日               | GALETTe*                                | あるあるCityエンターテイメント所属 2015年2月7日からのGALETTeサポートメンバーを経て同年8月9日に正式加入。 |
| 野田怜奈 （のだ れいな）     | Happy Dance                                          | 2015年6月13日 2015年8月9日 | GALETTe*                                | あるあるCityエンターテイメント所属                                                                       |